# Duque de Roxburghe
Duque de Roxburghe é um título no pariato da Escócia criado em 1707, juntamente com os títulos Marquês de Bowmont e Cessford, Conde de Kelso e Visconde Broxmouth. John Ker, 5.º Conde de Roxburghe tornou-se o primeiro titular desses títulos. O título é derivado de Roxburgh na Scottish Borders.
O Duque tem os títulos subsidiários de Marquês de Bowmont e Cessford (criada 1707), Conde de Roxburghe (1616), Conde de Kelso (1707), Conde Innes (1837), Visconde Broxmouth (1707), Lord Roxburghe (1600), e Lord Ker de Cessford e Cavertoun (1616). Todos os títulos são parte do pariato da Escócia, com a exceção do Condado de Innes, que pertence ao pariato do Reino Unido. O filho mais velho do duque tem o título de cortesia de Marquês de Bowmont e Cessford.
O ducado e seus títulos associados passam para herdeiros, que deve herdar o condado, que por sua vez tinha uma linha muito específica de descida. Com a morte do 4.º duque os títulos se tornaram dormentes, como ninguém podia provar sua alegação. Em 1812, a Câmara dos Lordes decidiu em favor de Sir James Innes-Ker, 6.º Baronete de Innes, rejeitando as alegações de que a herdeira da linhagem feminina do 2.º conde e o herdeiro masculino do 1.º conde.
O Duque de Roxburghe seria o chefe do clã Innes, mas não pode ser tão reconhecido como ele mantém o nome Innes-Ker.

## Condes de Roxburghe (1616)
Outros títulos: Lord Ker de Cessford and Cavertoun (1616)
Outros títulos (1.º Conde): Lord Roxburghe (1600)
- Robert Ker, 1.º Conde de Roxburghe (1570–1650)
  - William Ker, Lord Ker (d. 1618)
  - Henry Ker, Lord Ker (d. 1642)
- William Ker, 2.º Conde de Roxburghe (d. 1675)
- Robert Ker, 3.º Conde de Roxburghe (c. 1658–1682)
- Robert Ker, 4.º Conde de Roxburghe (d. 1696)
- John Ker, 5.º Conde de Roxburghe (c. 1680–1741)

Brasão de armas de Sua Graça, o Duque de Roxburghe

## Duques de Roxburghe (1707)
Outros títulos: Marquês de Bowmont e Cessford (1707), Conde de Roxburghe (1616), Conde de Kelso e Visconde Broxmouth (1707) e Lord Ker de Cessford e Cavertoun (1616)
- Robert Ker, 1º conde de Roxburghe (1570-1650)
  -  Senhora Jean Ker m. John Drummond, 2º Conde de Perth
    -  William Drummond (Ker), 2º Conde de Roxburghe (1622–1675)
      -  Robert Ker, 3º Conde de Roxburghe (1658–1682)
        -  Robert Ker, 4º Conde de Roxburghe (c. 1677–1696)
        -  John Ker, 1.º Duque de Roxburghe (c. 1680–1741)
          -  Robert Ker, 2.º Duque de Roxburghe (c. 1709–1755)
            -  John Ker, 3.º Duque de Roxburghe (1740–1804)

      - John Ker (Bellenden), 2º Lord Bellenden (falecido em 1707)
        - William Bellenden (1702–1758)
          -  William Bellenden-Ker, 4.º Duque de Roxburghe (1728–1805)

  - Henry Ker, Lorde Ker (falecido em 1643)
    - Margaret Ker (falecida em 1681)
      - Sir Henry Innes, 4º Bt. (falecido em 1721)
        - Sir Henry Innes, 5º Bt. (falecido em 1762)
          -  James Innes-Ker, 5º Duque de Roxburghe (1736–1823)
            -  James Innes-Ker, 6.º Duque de Roxburghe (1816–1879)
              -  James Innes-Ker, 7.º Duque de Roxburghe (1839–1892)
                -  Henry Innes-Ker, 8.º Duque de Roxburghe (1876–1932)
                  -  George Innes-Ker, 9.º Duque de Roxburghe (1913–1974)
                    -  Guy Innes-Ker, 10.º Duque de Roxburghe (1954-2019)
                      -  Charles Robert George Innes-Ker, 11.º Duque de Roxburghe (b. 1981)
                        - (1) Frederick Charles Ian Innes-Ker, Marquês de Bowmont e Cessford (n. 2024) [1]

                      - (2) Lord Edward Innes-Ker (n 1984)
                        - (3) Arthur Henry Innes-Ker (n 2019)

                      - (4) Lord George Innes-Ker (n 1996)

                    - (5) Lord Robin Innes-Ker (n 1959)
                      - (6) James Innes-Ker (n 1999)[2]

## Ligação externa
- «An Online Gotha - Roxburghe» (em inglês)